# Громов Олексій Олексійович
Громов Олексій Олексійович (нар. 31 травня 1960, Загорськ, Московська область) — російський політичний діяч. Перший заступник керівника Адміністрації президента РФ з 21 травня 2012 року.

## Життєпис
1982-го закінчив історичний факультет МДУ, кафедра історії південних і західних слов'ян. Під час навчання в університеті протягом року був комісаром  комсомольського оперзагону МГУ.

### Служба в МЗС
1982 — 1996 працював в МЗС СРСР, МЗС РФ:
1982 — 1985 — секретар консульства СРСР у Карлових Варах, Чехія;
1985 — 1988 — аташе посольства СРСР в Празі. У той період часу познайомився з Путіним.
1988 — 1991 — третій, другий секретар секретаріату заступника міністра закордонних справ СРСР;
1991 — 1992 — перший секретар Загального секретаріату МЗС СРСР, МЗС РФ;
1992 — 1993 — консул консульства РФ в Братиславі;
1993—1996 роках — радник посольства РФ в Братиславі, Словаччина.

### Керівник пресслужби президента РФ
22 листопада 1996 року розпорядженням президента РФ Бориса Єльцина був призначений керівником пресслужби Президента, змінивши Ігоря Ігнатьєва.
4 березня 1998 року — начальник управління пресслужби Адміністрації Президента РФ.

### Прессекретар президента РФ
31 грудня 1999 року в зв'язку з достроковим виходом президента Російської Федерації Бориса Єльцина у відставку виконуючим обов'язки президента був призначений Путін. 4 січня 2000 року Путін призначив Громова своїм прессекретарем на посаду прессекретаря виконуючого обов'язки президента РФ.
У березні 2000 року на президентських виборах Путіна обрали президентом, і Громов зайняв посаду прессекретаря Президента РФ, змінивши на цій посаді Дмитра Якушкіна.
2000 — лауреат премії журналу «Огонек» «за забезпечення інформаційної відкритості Кремля».
2001 — увійшов до складу ради директорів ВАТ « ОРТ».
2004 — увійшов до складу ради директорів ВАТ «Перший канал», який прийшов на зміну ВАТ «ОРТ».

### Заступник керівника Адміністрації президента РФ
12 травня 2008 року — заступник Керівника АП РФ.
21 травня 2012 року перший заступник Керівника адміністрації президента РФ.

## Особисте життя
Володіє чеською, словацькою і  англійською мовами.
Одружений з Громовою Ганною Віталіївною.
Два сина: Олексій і Данило. Старший син - партнер Дерипаски в проєкті з виробництва алюмінієвих автомобільних дисків.

## Нагороди
- Подяка президента РФ (18 січня 2010) —  за участь у підготовці послання президента РФ [5]
- Орден Пошани (Південна Осетія, 14 січня 2009) - за внесок у зміцнення дружби і співпраці між Південною Осетією і РФ, за допомогу в прориві інформаційної блокади в дні збройної агресії Грузії проти Південної Осетії в серпні 2008 року [6] (орден окупаційної влади Південної Осетії за участь у війні РФ проти Грузії 2008 року)
- Орден преподобного Серафима Саровського III ступеня, 2010[7]